# Arcidiecéze Córdoba
Arcidiecéze Córdoba (latinsky Archidioecesis Cordubensis in Argentina, je metropolitní arcibiskupství římskokatolické církve se sídlem v argentinském městě Córdoba. Jeho katedrálním kostelem je kostel Nanebevzetí P. Marie. 

## Církevní provincie
Arcidiecéze Córdoba je sídlem církevní provincie vzniklé v roce 1934, začleněné do Církevní oblasti Střed (Región Centro). Provincie je tvořena následujícími diecézemi:
- Arcidiecéze Córdoba se sufragánními diecézemi:
  - Cruz del Eje
  - Deán Funes
  - San Francisco
  - Villa de la Concepción del Río Cuarto
  - Villa María;

Do provincie také teritoriálně náleží Melchitský apoštolský exarchát v Argentině (Melchitská řeckokatolická církev) se sídlem v Córdobě, který je bezprostředně podřízený Antiochijskému melchitskému patriarchátu.

## Stručná historie
Diecézi zřídil v roce 1570 papež Pius V., vyčleněním z teritoria Arcidiecéze Santiago de Chile. Až v roce 1697 bylo sídlo diecéze přeneseno do Córdoby. Roku 1934 byla povýšena na metropolitní arcibiskupství. 